# Albert Marquet
Pierre Léopold Albert (Albert) Marquet (Bordeaux, 27 maart 1875 – Parijs, 14 juni 1947) was een Frans schilder, tekenaar, aquarellist en illustrator. Hij was medeoprichter en belangrijk vertegenwoordiger van het fauvisme.
Hij kwam in 1890 met zijn moeder aan in Parijs, waar hij studeerde aan de École des arts décoratifs. In Parijs raakte hij bevriend met Henri Matisse. Vervolgens schreef hij zich in bij de École nationale supérieure des beaux-arts en werkte hij in het atelier van Gustave Moreau.
Henri Evenepoel bracht hem in contact met de werken van Claude Monet, Paul Cézanne, Vincent Van Gogh, Georges Seurat en anderen. Hij liet zich meeslepen door de kleurexperimenten van de fauvisten. Zijn stijl zou nog vóór de eeuwwisseling definitief worden. Op een gezamenlijke tentoonstelling van de fauvisten in 1905 baarde zijn werk Nu, dit fauve uit 1898 groot opzien. Zoals in de werken van de andere fauvisten, domineert hierin de toepassing van de pure, niet meer illusionistisch werkende kleur. 

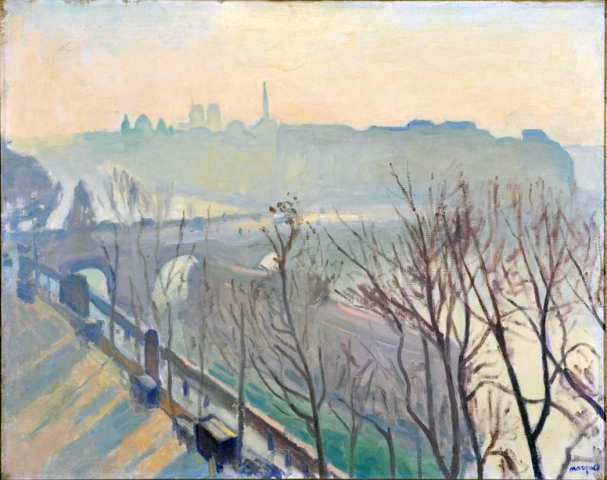
Vue de Paris, le quai du Louvre
(1906), Aix-les-Bains, Musée Faure

Later wendde Marquet zich evenwel af van de felle kleuren van de fauvisten. Vanaf 1906 worden zijn kleuren steeds genuanceerder. Zijn meest geliefde onderwerpen zijn (rivier)landschappen en stadsgezichten, vooral van havensteden. Kenmerkend voor zijn schilderijen zijn de sterk verschuivend werkende composities die zijn opgebouwd uit heldere kleurvlakken. Niettemin verstond de schilder de kunst zijn landschappen in een stemmige sfeer te hullen. De mooiste voorbeelden hiervan zijn de Parijse winterzichten.
Marquet woonde en werkte tussen zijn vele reizen in Parijs waar hij veelvuldig gezichten op zijn geliefde Seine schilderde. In 1906 werkte hij met Raoul Dufy in Normandië en in 1907 bracht hij met Henri Matisse en Charles Camoin een bezoek aan Londen. Ook doorliep hij de in 1908 opgerichte Académie Ranson, waar Paul Sérusier les gaf. In 1914 reisde hij naar Nederland, waar hij onder meer de haven van Rotterdam schilderde. Het uitbreken van de Eerste Wereldoorlog beëindigde deze tocht. In de jaren 10 ging hij veel om met Yvonne, zijn favoriete model. Na de oorlog begon hij opnieuw te reizen door Europa en Noord-Afrika. In 1920 ontmoet hij in Algerije de schrijfster Marcelle Martinet, met wie hij in 1923 trouwt. Het echtpaar zal bijna alle winters in Algerije en de buurlanden doorbrengen. Ook verbleven zij bijna de gehele Tweede Wereldoorlog in Algerije.
Verder was hij ook een voortreffelijk aquarellist. Zijn aquarel De oude Willemsspoorbrug, Rotterdam uit 1925 werd in 1956 door Marcelle Marquet, weduwe van de kunstenaar, geschonken aan het Museum Boijmans Van Beuningen. Het Museum Boijmans wijdde een tentoonstelling aan Marquet van 18 december 1955 tot 5 februari 1956. Een grote overzichtstentoonstelling van Marquets werk werd gehouden in het Musée de l'Art Moderne de la Ville de Paris van 25 tot 21 augustus 2016.